# Dasyrhynchus indicus
Dasyrhynchus indicus is een lintworm (Platyhelminthes; Cestoda). De worm is tweeslachtig. De soort leeft als parasiet in andere dieren.
Het geslacht Dasyrhynchus, waarin de lintworm wordt geplaatst, wordt tot de familie Lacistorhynchidae gerekend. De wetenschappelijke naam van de soort werd voor het eerst geldig gepubliceerd in 1985 door Chandra & Rao.